# Cephalopholis aitha
Cephalopholis aitha е вид бодлоперка от семейство Serranidae.

## Разпространение и местообитание
Видът е разпространен в Австралия, Индонезия, Малайзия, Папуа Нова Гвинея и Филипини.
Обитава морета и рифове. Среща се на дълбочина от 5 до 24,4 m.

## Описание
На дължина достигат до 40 cm.